# Bloch MB.200

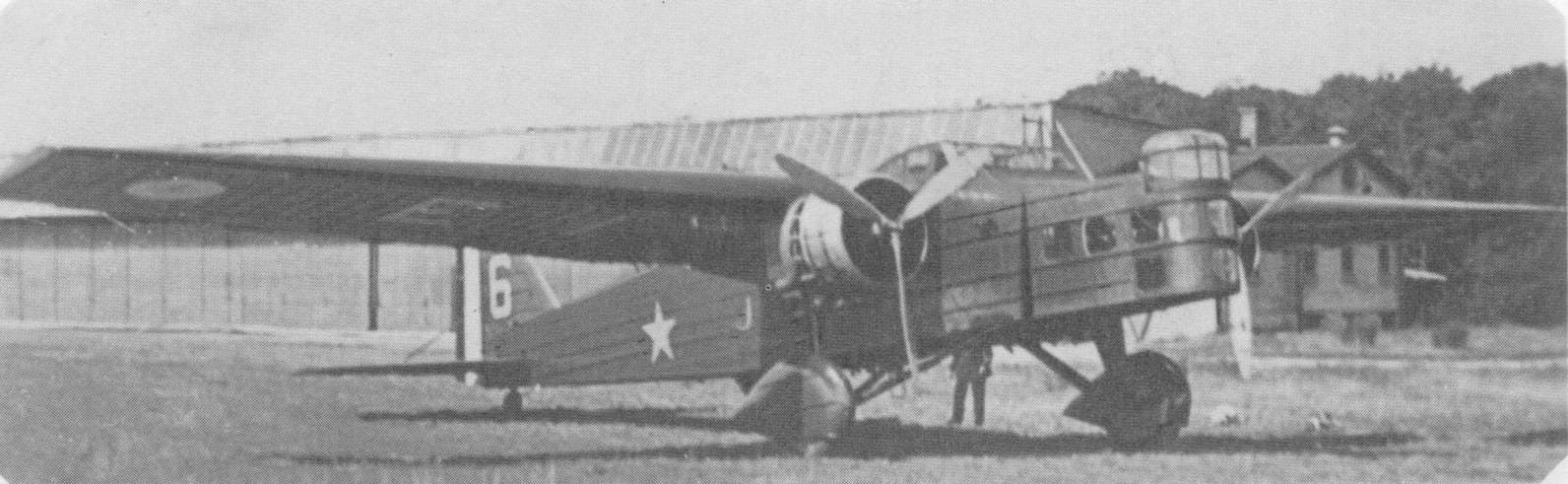
Bloch MB.200

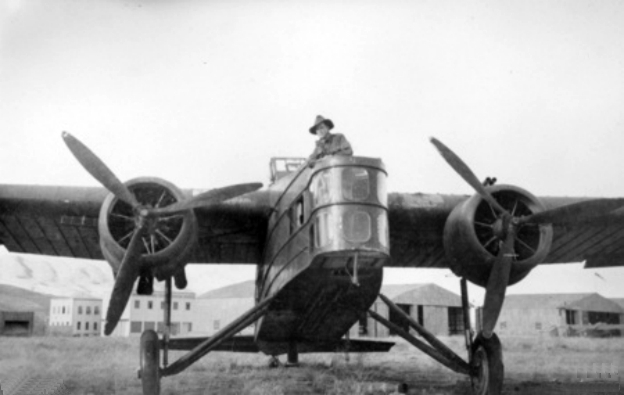
Vooraanzicht

De Bloch MB.200 is een Franse middelzware bommenwerper gebouwd door Bloch. De MB.200 werd ontworpen als reactie op de vraag van de Franse regering in 1932 naar een nieuwe dag-/nachtbommenwerper.

## Geschiedenis
De MB.200 kwam in 1932 als winnend ontwerp naar voren in de competitie en werd in 1933 in productie genomen. Op 26 juni 1933 was de eerste vlucht. Het toestel was voor die tijd al traag en eigenlijk al verouderd toen het in dienst kwam. Eind 1935 waren twaalf Franse squadrons uitgerust met MB.200’s. De productie in Frankrijk leverde meer dan 200 toestellen af, verdeeld over meerdere bedrijven. In de jaren ‘30 koos ook Tsjecho-Slowakije voor de MB.200 als onderdeel voor de modernisering van de luchtmacht.
Omdat de ontwikkelingen in de vliegtuigbouw elkaar heel snel opvolgden, wist men bij voorbaat dat de MB.200 binnen enkele jaren achterhaald zou zijn. Toch koos de Tsjecho-Slowaakse regering voor de MB.200, doordat de eigen luchtvaartindustrie geen ervaring had met het bouwen van vliegtuigen van dergelijke grootte. Na enige vertragingen begonnen zowel Aero als Avia aan de licentieproductie in 1937. Het project omvatte de bouw van 74 toestellen.
Na de inname van Tsjecho-Slowakije door Duitsland kwamen deze toestellen ongeschonden in Duitse handen. Ook was nog een deel in productie. Duitsland gebruikte een van de vliegtuigen in de eigen Luftwaffe en een deel werd verkocht aan Bulgarije. Een totaal van 208 toestellen werd in Frankrijk gebouwd en 124 in Tsjecho-Slowakije.

## Versies
- MB.200.01; het prototype
- MB.200B.4; hoofdproductieversie
- Aero MB-200/Avia MB.200; de Tsjecho-Slowaakse versie van het toestel

## Specificaties (MB.200B.4)
- Bemanning: 4
- Lengte: 16,00 m
- Spanwijdte: 22,45 m
- Hoogte: 3,90 m
- Vleugeloppervlak: 62,50 m2
- Leeggewicht: 4300 kg
- Max. opstijggewicht: 7480 kg
- Motoren: 2× Gnome et Rhône 14Kirs, 649 kW (870 pk) elk
- Maximumsnelheid: 285 km/h
- Bereik: 1000 km
- Plafond: 8000 m
- Klimsnelheid: 260 m/min
- Bewapening:
  - 3× 7,5mm-MAC 1934-machinegeweren, een voor elke post
  - 1200 kg aan bommen

## Gebruikers
- Bulgarije: 12 Aero/Avia MB-200’s aangeschaft van de Luftwaffe
- Frankrijk: 208 toestellen
- Duitsland: oorlogsbuit
- Tsjecho-Slowakije